# 애덤 피티
애덤 조지 피티 OBE(영어: Adam George Peaty OBE, 1994년 12월 28일~)는 영국의 수영 선수로 주 종목은 평영이다. 2016년 하계 올림픽에서 남자 평영 100m 금메달을 획득하면서 24년 만에 올림픽 평영에서 우승한 영국 선수가 되었으며 2020년 하계 올림픽에서도 평영 100m에서 우승하면서 영국 수영 선수로는 최초로 올림픽 2연패를 달성했다. 또한 세계 선수권 대회에서 8회 우승, 유럽 선수권 대회에서 16회 우승, 코먼웰스 게임 4회 우승을 달성했다. 국제 수영 연맹(FINA)에 의하면 그는 현재 최고의 평영 선수이자 역대 가장 뛰어난 경영 평영 선수로 평가받고 있다.
50m 및 100m 평영 세계 기록을 보유하고 있으며 2014년부터 2020년까지 세계 선수권 대회에서 두 종목 모두 8회 연속으로 우승을 차지했다. 그는 2022년 부상으로 국제 대회 출전을 포기하기 전까지 세계 기록을 14번 갱신했으며 50m 평영에서 26초 미만으로 기록을 달성한 최초의 선수가 되었고 100m 평영에서 57~58초 미만으로 기록을 달성한 최초의 선수가 되었다. 그는 단일 세계 선수권 대회에서 평영 종목을 모두 우승한 최초의 수영 선수이자 단일 세계 선수권 대회에서 가장 뛰어난 활약을 펼친 영국 수영 선수이다.
데이비드 윌키, 리베카 애들링턴, 제임스 가이, 톰 딘과 함께 올림픽, 세계 선수권 대회, 유럽 선수권 대회, 코먼웰스 게임에서 모두 금메달을 획득한 6명의 영국 수영 선수 중 한 명으로 2015년과 2018년에 올해의 세계 수영 선수로 선정되었으며 2014년부터 2019년까지 올해의 유럽 수영 선수로 선정되었다.

## 같이 보기
- 수영 평영 50m 세계 기록 추이
- 수영 평영 100m 세계 기록 추이
- 수영 혼계영 400m 세계 기록 추이
- 2020년 하계 올림픽에서 세운 세계 및 올림픽 신기록